# Joventut Aprista Peruana

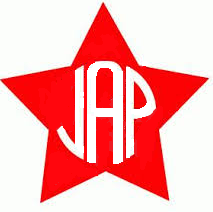
Emblema de la JAP.

La Joventut Aprista Peruana (JAP) (en castellà: Juventud Aprista Peruana) és l'organització juvenil del APRA, que té com a àmbit d'acció política una jurisdicció territorial, d'acord amb l'organització política partidària (sectors, distrital, provincial, departamental entre altres). En el qual participen joves entre els 15 i 24 anys 11 mesos d'edat. La seva labor comprèn activitats de caràcter cultural, polític i social en la comunitat orientat bàsicament al sector juvenil. La JAP és la instància formativa del partit, ja que en ella s'adquireix coneixement de la ideologia, organització i les normes partidàries, així com se li inculca els valors essencials del aprisme.
En els indrets a on funciona un Comitè Executiu sectoral, distrital, entre d'altres, ha de constituir-se el comandament respectiu de la JAP. Actualment, també existeixen els comandaments provincials i departamentals de la JAP. Els mecanismes d'elecció dels comandaments JAP es donen a través de les convencions (distritals, provincials o departamentals) i els congresos (nacionals) en els quals participen delegats escollits en les seves respectives jurisdiccions territorials. No obstant això, en concordança amb el procés de democratització i modernització partidària es postula la necessitat de dur a terme els futurs processos electorals a través de l'elecció directa (un militant un vot) la qual àdhuc requereix un ampli debat a nivell partidari.

## Història
Després de la Revolució de Trujillo, existia en la clandestinitat l'Avantguarda Aprista Juvenil (VAJ). El 7 de gener de 1934 es funda la Federació Aprista Juvenil (FAJ) com a braç polític del Partit, que va lliurar la vida dels seus millors quadres durant els anys de persecució i martiri. El seu primer Secretari General va ser Armant Villanueva del Camp. Anys més tard pren el nom de Joventut Aprista Peruana (JAP) i posteriorment es creen els òrgans funcionals estudiantils; la seva coordinació està a càrrec de la Secretaria Nacional de Joventuts.
La Joventut Aprista Peruana (JAP) aplega a companys d'entre 15 a 24 anys (als 18 anys pertanyen automàticament al PAP). Igual que l'estament dels adults té també jurisdicció territorial. En tots els Comitès de la República funciona la JAP com a escola de formació integral per als nous ciutadans.
Els òrgans funcionals de les Joventuts del APRA són el Comandament Universitari Aprista (CUA), el Comandament Aprista d'Instituts Superiors (CAIS) i els Comandaments Escolars Apristes (CEA).
La NAP (Nois Apristes Peruans) són Clubs Infantils de nens i nenes de 7 a 14 anys, per a la seva formació cívica integral. Destaquen el Club Infantil "23 de Maig" del local central del PAP, el Club "Els Cadells" del Comitè Distrital de Surquillo a Lima i La Fanfàrria del Comitè Departamental de Lambayeque. Les seves bandes de música es presenten en totes les activitats del partit.